# Paraguitelia garambensis
Paraguitelia garambensis là một loài bọ cánh cứng trong họ Xén tóc.